# Herzberger Teleskoptreffen
Das Herzberger Teleskoptreffen (abgek. HTT) findet seit dem Jahre 2000 alljährlich im Frühherbst in Jeßnigk statt.
Jeweils an einem neumondnahen Wochenende treffen sich unweit von Herzberg (Elster), etwa 90 km südlich von Berlin, viele Amateurastronomen mit ihren Teleskopen zum gemeinsamen Beobachten und Fachsimpeln.
Jährlich kommen mehrere hundert Besucher aus dem In- und Ausland zum Treffen. Insbesondere in der Tschechischen Republik hat das „HTT“ seit 2005 viele Freunde gefunden, seit einigen Jahren reisen regelmäßig auch Sternfreunde aus Skandinavien und den Alpenländern an. Das Herzberger Teleskoptreffen hat dadurch internationales Flair gewonnen, ist die bedeutendste astronomische Veranstaltung Ostdeutschlands und nach dem „Internationalen Teleskoptreffen Vogelsberg“ im hessischen Gedern das zweitgrößte Beobachtertreffen Mitteleuropas.
Lokalmatador des Events ist das 42"-Riesendobson, das mit 1.070 mm Spiegeldurchmesser wohl gegenwärtig größte im transportablen Einsatz befindliche Fernrohr der Welt.
Darüber hinaus ist der tiefdunkle, großstadtferne Himmel (bei entsprechender Wetterlage bis 7 mag visuell, SQM-L o. Milchstr. bis 21,91 mag/"2) ein Anziehungspunkt für Astrofotografen und visuelle Beobachter aus nah und fern. Zahlreiche und  z. T. spektakuläre Astrofotos sind auf dem HTT entstanden, z. B. beim Treffen im September 2010 die bislang wohl einzige Aufnahme des Zodiakallichtbogens bis zum Gegenschein unter Tieflandsbedingungen.
Um Störungen durch Kunstlicht zu vermeiden, sind grüne Laser verboten, Laptops dürfen nur mit Rotfolie betrieben werden und jegliches Weißlicht z. B. durch Autos ist zu vermeiden und kann zum Platzverweis führen.
Um die guten astronomischen Bedingungen am Veranstaltungsort Jeßnigk bei Herzberg ganzjährig nutzbar zu machen, organisiert der Verein AstroTeam Elbe-Elster e. V. neben dem HTT zu anderen Neumondzeiten des Jahres kleinere Beobachtertreffen für die interessierte Bevölkerung und errichtete auf der HTT-Nordwiese seit dem Spätherbst 2009 die Elsterland-Sternwarte (Elsterland Observatory, K59). Dieses neue Observatorium wurde ohne öffentliche/staatliche Förderung, ausschließlich mit Sponsorengeldern und Mitteln des Vereins erbaut und verfügt über eine hochmoderne Ausstattung, wie sie sonst nur an Forschungssternwarten vorzufinden ist (z. B. Magnetantrieb der Montierung statt motorischer Nachführung) sowie über eine Wetterstation, die fast im Minutentakt ihre Messdaten im Internet zur Verfügung stellt.
Ralf Hofner (1960–2014), Amateurastronom und Gründer des HTT, zu Ehren wurde 2016 der 2007 von Martin Fiedler an der Volkssternwarte Adolph Diesterweg im sächsischen Radebeul entdeckte Asteroid 2007 TC185 auf den Namen (400309) Ralfhofner benannt.